# Autokratyczny styl wychowania
Autokratyczny styl wychowania – konserwatywny styl wychowania, według Antoniego Makarenki oparty na specyficznym autorytecie, zwanym autorytetem przemocy, często powiązany z pedantyzmem.
Koncepcja tej metody według Marii Przetacznikowej i Ziemowita Włodarskiego polega na bezwzględnym podporządkowaniu się dziecka nakazom rodziców oraz całkowitemu posłuszeństwu.
W tej metodzie wychowawczej w roli autorytetu występuje jedno z rodziców, głównie ojciec. Autorytet samodzielnie podejmuje wszystkie ważne decyzje, bez konsultacji z innymi członkami rodziny. Każde dziecko zna swoje prawa i obowiązki, nie ma prawa przekraczać wyznaczonych przez autorytet granic. Ich przekroczenie powoduje zastosowanie kary. Często przewidziane są też nagrody za właściwe postępowanie.
Autokratyczny styl wychowania może charakteryzować się następującymi cechami:
- racjonalne ograniczanie swobody dziecka
- stawianie wymagań dostosowanych do indywidualnych cech dziecka
- wymagania ponad możliwości dziecka
- surowy nadzór
- ostre środki represji

Ostatnie trzy cechy charakteryzują metodę opartą na wzbudzaniu silnego lęku i jednostronnej komunikacji rodzice — dziecko. Jedyną stroną w niej aktywną są rodzice, wydający rozkazy i pouczenia. Dwie pierwsze cechy natomiast są charakterystyczne w wychowaniu opartym o przekonanie, że dziecko powinno być stale kierowane i kontrolowane przez rodziców. W tym przypadku komunikacja bywa bardziej dwustronna, rodzice nie tylko występują w roli autorytetu, ale też słuchaczy swoich dzieci. Surowe kary są sporadyczne, zastępowane przez naganę i perswazję.
Autokratyczny styl wychowania w skrajnej postaci jest bardzo niebezpieczny. Osiąganie pozytywnych efektów jest bardzo trudne do zrealizowania. Dzieci przyzwyczajone do bezwzględnego posłuszeństwa często zachowują się w okrutny sposób wobec własnych dzieci, a często także wobec wszystkich osób młodszych i słabszych. Innym efektem tej metody bywa brak wykształcenia samodzielnego myślenia oraz przyzwyczajenie do ślepego wykonywania poleceń. Kolejny efekt to agresywność, jawna lub ukryta, bunt dzieci, ucieczki, czasem całkowite zerwanie.

## Podsumowanie
W tego typu stylu wychowawczym rodzice nie uwzględniają woli i potrzeb dziecka, a jedynie narzucają mu własne decyzje i polecenia. Stosunki między rodzicami a dziećmi są oparte na okazywaniu surowości i dystansu. Wymagania w stosunku do dzieci często nie przystają do ich możliwości. Stosowane są kary w postaci kar fizycznych, krzyku, wymyślania, gróźb i dręczenia psychicznego. Rodzice pragną wywołać u dziecka lęk, wstyd i poczucie zagrożenia całkowicie uzależnić dzieci od siebie. W takich rodzinach dzieci zwykle odchodzą od rodziców bardzo wcześnie.